# Tonerhergebruik
Tonerhergebruik is het bijvullen van toners van laserprinters. Dit is een proces dat door de fabrikanten van printers niet wordt aangemoedigd; hun businessmodel bestaat er uit de basishardware (de printer) goedkoop te verkopen en winst te maken op de vervanging van onderdelen zoals de toner en inktcartridges.

## Hervulprocedures
Het hervullen van tonercartridges gebeurt op de volgende manieren:
- Hervullen en hergebruik door de eindgebruiker; normaal gesproken gebeurt dit met gebruik van een doe-het-zelf-lasertonerhervulset waarin het juiste tonerpoeder zit, een reset chip en instructie voor het hervullen. Er zijn verschillende types toner en doe-het-zelf-tonerpoederhervulproducten zijn beschikbaar via online winkels of gespecialiseerde winkels.
- Hervullen en herverkoop door de originele fabrikant. Het is gebruikelijk dat tonercartridges worden verkocht met retourlabels zodat ze door de originele fabrikant gerecycled en hergebruikt kunnen worden.
- Hervullen en herverkoop door een derde partij. Verschillende onafhankelijke bedrijven die tonercartridges verkopen, hergebruiken en hervullen de originele cartridges. Deze bedrijven kopen de cartridges in via recyclingbedrijven of ze hebben zelf een programma opgezet om de cartridges te verzamelen. Dit is volledig legaal zolang de merkafbeeldingen van de originele fabrikant worden verwijderd. Ook heeft het geen gevolgen voor de garantie op de printer.
- Hervullen als service voor consumenten. Verschillende onafhankelijke bedrijven bieden diensten aan voor het hervullen van cartridges. Consumenten kunnen daar hun lege cartridge naartoe brengen om er opnieuw tonerpoeder in te laten stoppen terwijl ze wachten, of ze krijgen een andere, al hervulde toner mee.
- Toner herfabriceren. Herfabricage van toner is vergelijkbaar met hervullen, met als uitzondering dat niet alleen het tonerpoeder wordt bijgevuld, maar dat onderdelen die aan slijtage onderhevig zijn worden vervangen. Geherfabriceerde tonercartridges kunnen worden gekocht via verschillende kanalen; zoals online winkels, leveranciers van kantoorartikelen enz.

## Kwaliteitsverschillen
Ervaren leveranciers van kantoorartikelen melden dat er hergebruikte cartridges van uiteenlopende kwaliteit te verkrijgen zijn. Hervulde tonercartridges gaan eerder kapot dan cartridges die geherfabriceerd zijn. Verschillende onderdelen binnen een cartridge gaan achteruit als de cartridge gebruikt wordt. Alleen de toner bijvullen is te vergelijken met het steeds bijtanken van een auto zonder ooit de olie te vervangen. De eerste tijd kunnen hervulde cartridges nog goed werken, maar halverwege de levensduur stijgt de kans op defecten snel. De lichtgevoelige en elektrostatische rol, "drum" genaamd, kan zo gefabriceerd zijn dat deze, bij hervullen, na het tweede gebruik zeker versleten is en de toner niet meer gelijkmatig op papier brengt. Er zijn dan aanvankelijk stroken in de lengterichting met iets dunnere letters zichtbaar en al snel volledig onbedekte stroken.
Ook tussen geherfabriceerde cartridges zitten kwaliteitsverschillen. Er zijn fabrikanten die de cartridge open zagen of boren, de toner bijvullen en onderdelen vervangen. De opengemaakte cartridge wordt dan met klemmen weer vastgezet. Deze cartridges hebben, net als hervulde cartridges, het risico dat ze opengaan en dat het poeder vrijkomt met schadelijke gevolgen voor mensen en de printer. Deze manier van herfabricage vindt vooral plaats in lagelonenlanden.
Andere fabrikanten openen de cartridge door middel van een laser waarna deze weer wordt dichtgelast. Op die manier is de cartridge volledig lucht- en stofdicht.
Tonercartridges kunnen niet oneindig vaak hervuld worden vanwege de aanwezigheid van onderdelen die uiteindelijk versleten zijn en de elektro-optische rol (drum) kan beschadigd raken. Bedrijven die cartridges hervullen, testen normaal gesproken elke cartridge voordat hij verkocht wordt. Terwijl er verschillende aanbieders van lege inkjet cartridges zijn, is het moeilijker om nieuwe, lege en originele lasercartridges te vinden. Een andere complicerende factor is dat sommige modellen laserprinters, net zoals inkjetprinters, communiceren met een computerchip, die aangeeft wanneer de cartridge leeg is, dit onafhankelijk van het daadwerkelijk leeg zijn van de cartridge.
In het algemeen is voor het zelf hervullen van een cartridge nodig dat deze wordt geopend, hoewel de cartridge zo ontworpen is dat hij nooit zo maar open kan gaan. Daarna moet de cartridge bijgevuld worden en het gat waardoor dat gebeurd is, worden gedicht. Sommige cartridges kunnen ook zonder er een gat in te boren worden geopend, maar de meeste niet. Verkopers leveren daarom vaak een soldeerapparaat dat een gat van 15 mm in het plastic brandt, dat later gesloten kan worden met een plastic dopje of tape.

## Punt van aandacht
Er is hierbij een belangrijk aandachtspunt. Er zijn verschillen in de samenstelling van tonerpoeder van verschillende leveranciers; het is niet slechts een kwestie van verschil in kwaliteit. De meeste hervulpaketten van retailers zijn daarom specifiek voor één soort printer. Volgens een hervuller gebruiken de volgende groepen fabrikanten dezelfde toner en bestaat er voornamelijk een verschil in partikelgrootte en in fusertemperatuur:
1. Apple, HP, Canon printers
2. Canon PC kopieerapparaten
3. IBM/Lexmark Optra en vergelijkbare printers
4. Epson EPL, NEC Silentwriter
5. Xerox en Sharp
6. Samsung en Lexmark Optra E
7. Brother

Anderen beweren echter dat iedere printer een uniek type tonerpoeder nodig heeft.
Bijvulsets zijn beschikbaar voor zowel zwart/wit laserprinters als voor de vier cartridges van een kleurenprinter (cyaan, magenta, geel en zwart). Deze kits hebben normaal gesproken ook een reset chip als dat nodig is.

## Milieu
Er zijn voordelen voor het milieu bij het hervullen van toner cartridges. De milieu-impact van de toner gaat sterk omlaag doordat één cartridge meerdere malen gebruikt kan worden en de resthoeveelheid toner vaak aanzienlijk is. Tonercartridges zijn gemaakt van plastic, een magneet en kleine hoeveelheden ander materiaal zoals staal en aluminium. Het plastic in elke cartridge kost ongeveer 3,3 liter olie om te maken. Tijdens de fabricage van de cartridge wordt vier liter petroleum verbrand, wat gelijkstaat aan 10 kg CO2 die in de atmosfeer terechtkomt. Dit betekent dat het hervullen van een cartridge ongeveer 7,3 liter brandstof en 10 kg CO2 minder oplevert. Verder heeft hervullen tot gevolg dat cartridges niet terechtkomen op de vuilnisbelt waar ze anders honderden tot duizenden jaren nodig zouden hebben gehad om te vergaan.

## Veiligheid
Tonerpoeder kan schadelijk zijn voor de gezondheid als het wordt ingeademd tijdens het hervullen van de tonercartridge. Tonerpoeder is niet giftig maar stuift gemakkelijk weg en moet voorzichtig behandeld worden. Bij transport en opslag van tonerpoeder moeten regels voor de gezondheid en veiligheid in acht worden genomen. Het valt aan te raden om handschoenen en een stofmasker te dragen bij het werken met tonerpoeder. Bij wassen met warm water kunnen er vlekken ontstaan. Gemorst tonerpoeder moet niet worden opgezogen met een standaard stofzuiger omdat het er voor kan zorgen dat de poederdeeltjes elektrisch geladen worden, waardoor in de stofzak brand kan ontstaan. Bovendien is het stof zo fijn dat het niet wordt opgevangen door een filter maar weer wordt uitgeblazen en in de lucht terechtkomt waardoor het kan worden ingeademd. Ook kan het op die manier in de motor van de stofzuiger terechtkomen en die beschadigen door kortsluiting.